# Arméns tekniska skola

ATS:s vapen 1977–1998.

Arméns tekniska skola (ATS) var en truppslagsgemensam teknisk fack- och funktionsskola inom svenska armén som verkade i olika former åren 1942–2004. Skolan var förlagd i Östersunds garnison i Östersund mellan 1984-2004.

## Historik
Arméns tekniska skola har sitt ursprung från Tygförvaltningsskolan, vilken bildades den 15 september 1942 vid Fiskargatan 1 på Södermalm i Stockholm. Under 1960-talet tillsattes Armén en utredning - Teknikerutredning 67 (TU 67), vilken skulle utreda att sammanföra de tre tekniska skolorna, Tygförvaltningsskolan (TygS), Mekanikerskolan vid Arméns stabs- och sambandsskola (StabSbS) samt Arméns radar och luftvärnsmekanikerskola (RMS) till en teknisk skola, vilken kom att gå under arbetsnamnet ATS. Utredningen kom fram till att Stora Frösunda i Solna var en lämplig lokaliseringsort till skolan.
Samtidigt som Arméns utredning fortlöpte höll regeringen en utredning om utlokalisering av statliga verk från Stockholm. I regeringens utredning hade dock inte Östersunds blivit lovade något statligt verk, vilket fick regeringen att lägga fram förslaget att ATS skulle förläggas till Östersund, helt tvärtemot Arméns egna utredning, vilken hade föreslagit Frösundaområdet i Solna som lokaliseringsort. Dock ansåg remissinstanserna att förläggning till Frösundaområdet inte var lämplig förläggningsort. Genom att riksdagen antog regeringens proposition 1971:29 beslutades att skolan skulle förläggas till Östersund.
I oktober 1971 fick dock överbefälhavaren i uppdrag att avvakta med att inrätta den nya tekniska skolan för armén, och istället tillsätta en ny utredning, vilken fick namnet ATS 72. Överbefälhavaren hade där prövat Göteborg, Hässleholm, Enköping, Södertälje/Almnäs och Östersund som lokaliseringsort. Överbefälhavarens utredning kom fram till att en samlokalisering med Svea ingenjörregemente (Ing 1) i Södertälje var den lämpligaste ur flera synvinklar. Då bland annat materieltunga förband samt lärare fanns att tillgå vid förband och staber i Mellan- och Sydsverige, samt att all kommunikation sammanstrålar i Stockholm. Samtliga inbjudna civila och militära remissinstanser avslog förslaget om att förlägga skolan till Östersund.
Dock lade regeringen fram Östersund som lokaliseringsort, och den 18 mars 1976 antog riksdagen regeringens proposition om att skolan skulle förläggas till Östersund. Regionalpolitik låg bakom regeringens förslag, då man såg en betydande lokaliseringseffekt för Östersunds kommun och regionen. Regeringens förslag byggde på att Tygförvaltningsskolan skulle den 1 januari 1977 ombildas till Arméns tekniska skola. Skolan skulle till en början vara lokaliserad till Tygförvaltningsskolans befintliga lokaler i Stockholm. Hösten 1979 skulle skolan sedan omlokaliseras till Östersund. Vid samma tidpunkt föreslogs att den tekniska utbildningen av pjäs- och bandtraktormekaniker vid Norrlands artilleriregemente (A 4) i Östersund, Smålands artilleriregemente (A 6) i Jönköping skulle övertas av Arméns tekniska skola. Resterande skolor, Mekanikerskolan vid Arméns stabs- och sambandsskola (StabSbS) och Arméns radar- och luftvärnsmekanikerskola (RMS) föreslogs i en andra ettap sommaren 1980 omlokaliseras till Östersund.
Arméns tekniska skola kom dock bara till en början att inkludera skolorna Tygförvaltningsskolan (TygS) och den tekniska delen ur Arméns stabs- och sambandsskola (StabSbS). Detta då Arméns radar- och luftvärnsmekanikerskola (RMS) kvarstod i Göteborg. Det bland annat på grund av lokaltidningarna i Östersund skrivit flera artiklar om farlig strålning från de planerade radarstationerna. Arméns radar- och luftvärnsmekanikerskola (RMS) kom istället inrätta en provisorisk organisation, Luftvärnets officershögskola och tekniska skola (LvOHS/TS).
Sommaren 1984 marscherade de första eleverna in på Arméns tekniska skola i Östersund. De första eleverna var 19 till antalet och tillhörde officershögskolans officerskurs 1983/1985. Kvar i Barkarby blev en avvecklingsorganisation som verkade fram till den 30 juni 1985.
Den 1 oktober 1984 bildades Arméns tekniska skola officiellt, men redan den 28 januari 1984 invigdes skolan. Invigningsförrättningen genomfördes av Konung Carl XVI Gustaf och det militära etablissemanget med ÖB och Arméchefen i spetsen. För första gången hade nu skolan lokaler som var helt anpassade för dess utbildning. Vid bildandet i Östersund, kom Arméns tekniska skola upphöra som egen myndighet, och underställdes, precis som övriga arméförband inom garnisonen, chefen för Östersunds armégarnison. Östersunds armégarnison som var en försöksorganisation upplöstes den 30 juni 1990, varvid Arméns tekniska skola från den 1 juli 1990 blev en egen myndighet underställd militärbefälhavaren för Nedre Norrlands militärområde (Milo NN).
Inför försvarsutredning 1988 föreslog försvarskommittén att Motorskolan (MotorS) i Strängnäs garnison skulle samlokaliseras med Arméns tekniska skola i Östersund, dock ändrades det istället till att lokaliseras till trängtruppernas truppslagscenter i Skövde garnison. Vidare föreslogs att truppslagsinspektörerna med truppslagsavdelningar vid Arméstaben skulle sammanslås med arméns strids- och skjutskolor samt övriga truppslagsskolor, vilka bildade så kallade truppslagscentrum. Denna omstrukturering resulterade i att arméns skolor avvecklades, och att och de nyuppsatta truppslagscentren från den 1 juli 1991 övertog ansvaret över utbildningen vid skolorna. I samband med denna omorganisation kom Arméns tekniska skola att underställas Arméns materielunderhållscentrum (AMC). Vidare föreslogs att Luftvärnets officershögskola och tekniska skola (LvOHS/TS) skulle upplösas och avvecklas i Göteborg. Istället ansågs att det truppslagscentrum för luftvärnet som skulle bildas i Norrtälje, skulle överta den luftvärnsutbildning som bedrevs i Göteborg. Den 1 juli 1993 antogs namnet Arméns tekniska centrum (ATC).
Inför försvarsbeslutet 1992 föreslog regeringen att försvaret skulle lämna Kviberg i Göteborgs garnison. Fast riksdagen hade beslutat om att luftvärnets fackutbildning skulle upphöra i Göteborg, kvarstod den tekniska delen från Luftvärnets officershögskola och tekniska skola (LvOHS/TS) i Göteborg. Den kom nu att föreslås omlokaliseras till Östersund. Luftvärnets tekniska skola (LvTS) började redan 1993 att flytta sina delar till Östersund, och kom officiellt den 1 juli 1994 bli en del av Arméns tekniska skola. Därmed kom huvuddelen av den tekniska utbildningen inom armén, utom vissa systemtekniker- och mekanikerutbildningar på luftvärn, hjul- och stridsfordon att vara lokaliserade till Arméns tekniska skola.
Genom försvarsbeslutet 1996 kom arméns samtliga truppslagscentra att upplösas och avvecklas den 31 december 1997, dess uppgifter övertogs istället av Armécentrum (ArméC). Detta ledde till att Arméns tekniska centrum (ATC) upplöstes och Arméns tekniska skola åter blev en självständig organisationsenhet.
Den 5 december 1997 antog riksdagen regeringens budgetpropositionen för 1998, proposition 1997/98:1D6, vilken beslutade att Arméns underhålls- och motorskola skulle delas i två delar, och där Motorskolan skulle omlokaliseras till Östersund. Bakgrunden till beslutet kom ifrån den av regeringen beställda utredningen SOU 1997:112. Där utredningens utgångspunkt var att Arméns motorskola skulle vara samlokaliserad med annan relevant skolverksamhet, för att potentiella samordningsmöjligheter kunde tillvaratas. Från den 1 januari 1999 var Motorskolan en del av Arméns tekniska skola.
Inför försvarsbeslutet 2000 föreslog regeringen för riksdagen en kraftig reducering av arméförband. Vilket bland annat innebar att av de tretton brigadförband inom armén, skulle endast sex arméförband kvarstå för utbildning av armébrigadledningar och mekaniserade bataljoner. Vidare ansågs att de skulle vara relativt jämnt geografiskt fördelade över landet. I mellersta Norrland föreslog regeringen i sin proposition att Fältjägarbrigaden skulle kvarstå till förmån framför Ångermanlandsbrigaden (NB 21). Sollefteå garnison ansågs ha goda infrastrukturella betingelserna liksom övningsbetingelserna som inom Östersunds garnison. Dock ansåg regeringen att förutsättningarna för en fortsatt utveckling av garnisonen i Östersund var bättre än Sollefteå. Till Östersunds fördel vägde de övriga förband som låg inom garnisonen, Jämtlands flygflottilj (F 4), Arméns tekniska skola och Motorskolan. Att omlokalisera Arméns tekniska skola till annan ort, bedömdes av regeringen att det inte var ekonomiskt försvarbart. Skolorna ansågs skulle kunna personal- och kompetensförsörjas med hjälp av att det kvarstod en brigad i Östersund. Vidare pekade regeringen att det borde på grund av avståndet lättare för personalen i Sollefteå att flytta till Östersund än till exempelvis Boden. Vilket skulle minska en eventuell kompetensförlust inom armén.
Vidare samma försvarsbeslut stod det klart klart att en av de två trångkårerna, Göta trängkår (T 2) och Norrlands trängkår (T 3), skulle avvecklas. Regeringen ansåg att trängkåren i Skövde hade bäst förutsättningar till att utvecklas till en försvarsmaktsgemensam huvudenhet för underhållstjänst. Detta dels på grund av att regeringen även föreslog en avveckling av Västernorrlands regemente (I 21) samt Ångermanlandsbrigaden (NB 21). Vilket då skulle lämna Norrlands trängkår ensamt inom Sollefteå garnison. Till Göta trängkårs fördel ansåg regeringen närheten inom Skövde garnison till mekaniserade förband, militärområdesverkstaden, mekanikerskola samt närhet till Försvarsmedicincentrum samt ett flertal större sjukhus. Dock ansåg regeringen att det borde finnas underhållsutbildning med vinterutbildning i norra Sverige. Vilken då skulle förläggas till Östersunds garnison och samlokaliserades med Arméns tekniska skola (ATS) och Motorskolan (MS).
Inför försvarsbeslutet 2004 ansåg regeringen att Försvarsmaktens utbildningssystem var både orationellt och kostnadsdrivande, då utbildning i teknisk tjänst genomfördes vid Försvarsmaktens Halmstadsskolor (FMHS) i Halmstad, Arméns tekniska skola (ATS) i Östersund och vid Örlogsskolorna (ÖS) i Karlskrona och Haninge/Berga. Dessutom utbildade Försvarsmakten totalförsvarspliktiga i teknisk tjänst vid utbildningsplattformarna, liksom vid Upplands regemente (S 1) och Flygvapnets Uppsalaskolor (F 20). I dess ställe ansåg regeringen att all teknisk utbildning skulle samlas till en ny skola, Försvarsmaktens tekniska skola (FMTS), lokaliserad till Halmstads garnison. Gällande Motorskolan, kom den att åter lokaliseras till Skövde garnison, för att där inordnas inom Göta trängregemente (T 2).
I sin proposition pekade regeringen på vikten av att så långt möjligt skapa bärkraftiga garnisoner. Något som regeringen vid underströk vid försvarsbeslutet 2000. Att då förlägga FMTS till Halmstad skulle förstärka regeringens inriktning om att skapa bättre förutsättningar för Luftvärnsregementet (Lv 6). Regeringen ansåg att ATS likhet med Jämtlands fältjägarregemente (I 5), Jämtlands flygflottilj (F 4), Militärhögskolan Östersund (MHS Ö) i Östersund garnison, kunde avvecklas den 31 december 2004, och dess verksamhet från och med 1 januari 2005 skulle övergå till en avvecklingsorganisation fram till dess att avvecklingen skulle vara slutförd senast den 30 juni 2006.
Den 17 juni 2005 hölls en gemensam avvecklingsceremoni för samtliga berörda förband inom Östersunds garnison. Den 31 augusti 2005 avslutade årets kull av värnpliktiga systemtekniker sin slutövning. Vilka blev de sista eleverna på Arméns tekniska skola i Östersund. Verksamheten på ATS bedrevs i totalt 21 år.
I samband med avvecklingen av skolan ansågs det ekonomiskt försvarbart att behålla Arméns tekniska skola, även om man avvecklade övriga förband inom garnisonen. Totalt avsatte regeringen 320 miljoner kronor till att bygga upp den nya Försvarsmaktsgemensamma tekniska skolan i Halmstad. Den planerade huvudbyggnaden i Halmstad stod klar 2009, vid den tidpunkten kunde den nya skolan verka fullt ut.

## Verksamhet
I samband med att Arméns tekniska skola bildades i Östersund, organiserades skolan efter det mönster som tillämpades vid arméns förband. Under skolchefen organiserades fem enheter, en centralavdelning, en utbildningsavdelning, en utbildningsbataljon, en teknisk kursavdelning och en försöksavdelning. Vid skolan bedrevs avancerad teknisk utbildning inom samtliga truppslag inom armén. Skolans elevkategorier var fördelade på sju kategorier, värnpliktiga mekaniker, värnpliktiga systemtekniker, blivande tekniska officerare, blivande kaptener i teknisk tjänst, nyblivna majorer i teknisk tjänst, teknisk vidareutbildning samt värnpliktiga bataljonsingenjörer vilka krigsplacerades i bataljonsstaben. Skolan ansvarade för och genomföra all teknisk utbildning på arméns materiel förutom på helikoptrar.
Skolan låg på området Fyrvalla i Östersund, därav kom namnet på kompaniet som huserade där: "Fyrvalla kompani". Namnet Fyrvalla kommer från Norrlands artilleriregementes idrottsplan som invigdes 1943.

### Ursprungliga skolor
- Tygförvaltningsskolan (TygS), bestod av en stabsavdelning, en utbildningsavdelning för teknik, en förvaltningsavdelning, en arméingenjörkadettskola, ett skolkompani och en sjukvårdsavdelning. Skolan bildade som ett första steg den 1 juli 1977 Arméns tekniska skola. Förvaltningsavdelning vid Tygförvaltningsskolan uppgick dock i Försvarets förvaltningsskola.
- Mekanikerskolan (MekS), tekniska delen ur Arméns stabs- och sambandsskola (StabSbS) i Uppsala garnison ombildades till ATS/Tele och omlokaliserades 1984 till Östersund. Övriga delar av StabSbS överfördes 1982 under bibehållet namn till Enköpings garnison, där de samlokaliserades med Upplands regemente (S 1/Fo 47/48)[15]).
- Luftvärnets tekniska skola (LvTS) i Göteborg, omlokaliserades 1993 till Östersund.
- Arméns motorskola (MotorS) i Skövde, omlokaliserades 1999 till Östersund.

## Förläggningar och övningsplatser
När Tygförvaltningsskolan bildades 1942, kom skolan vara förlagd på ett flertal ställen i Stockholm. Från den 15 september 1942 var skolan förlagd till Fiskargatan 1 på Södermalm. Den 12 juli 1943 förlades skolan till Götgatan 66 och Maria Bangata 2A. Från den 1 april 1946 var skolan förlagd till Götgatan 66 och Malmgårdsvägen 2. I samband med att Svea artilleriregemente (AF 1) skulle omlokaliseras till Linköpings garnison, kom delar av skolan från den 11 april 1960 att lokaliseras till kasernområdet i Rissne. Även delar av Solvalla användes av skolan. Skolans kursavdelning var dock kvar på Götgatan 66. Den 30 maj 1963 kom skolan att koncentreras till Rissne, då Svea artilleriregemente hade flyttat under våren samma år. Efter att skolan övertog hela kasernområdet i Rissne samt att man även disponerade det gamla förrådsområdet för Stockholms tygstation på Solvallaområdet, så förfogade skolan för den tekniska utbildningen en lokalyta på 33 500 m2. Kasernområdet i Rissne skulle dock lämnas i september 1979, då marken och byggnaderna hade under 1970-talet sålt till Sundbybergs kommun.
Den 1 mars 1970 kom även delar av skolan att lokaliseras till Frösunda. Det efter att Svea ingenjörregemente samma år skulle omlokaliseras till Almnäskasernerna sydväst om Södertälje. Den 25 juni 1979 flyttade skolan in på det flottiljområdet i Barkarby som Svea flygkår var förlagda på fram till 1974. Den 1 juli 1979 kom det detachement som skolan haft i Frösunda överföras till Livgardets dragoner.
I juni 1981 påbörjades det nya skolområdet i Östersund att uppföras, och den 28 januari 1984 invigdes skolan. Kvar i Rissne blev Mekanikerskolan, som hade avskilts ur Arméns stabs- och sambandsskola, samt en avvecklingsorganisation fram till den 30 september 1985.
Efter att riksdagen beslutade att skolan skulle upplösas och avvecklas, kom skolområdet i Östersund, tillsammans övriga kasernområden på andra orter som avvecklades genom försvarsbeslutet 2004, säljas för 185 miljoner kronor till Vasallen. Vasallen började under sommaren 2005 tillträda fastigheterna, och den 31 augusti 2006 lämnades skolområdet helt av Försvarsmakten. Ett datum som hade justerats från ursprungligen 30 juni 2006.

## Heraldik och traditioner

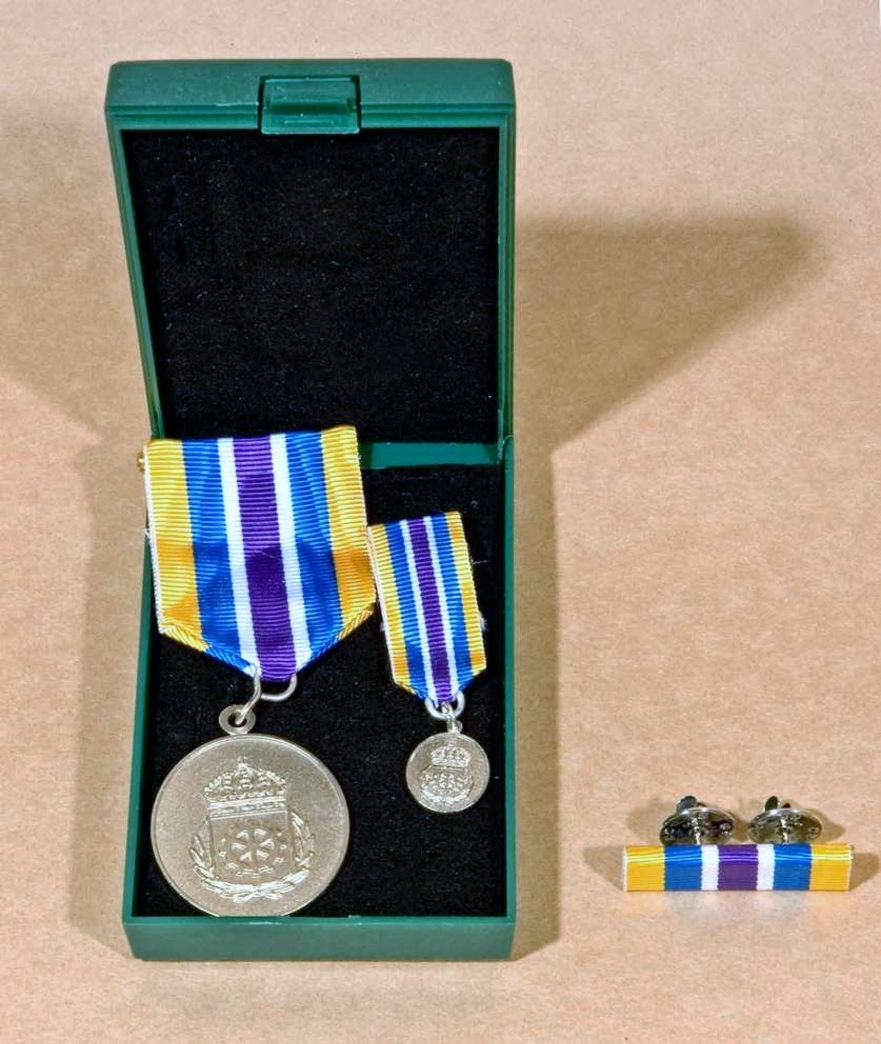
Minnesmedalj i silver – ATSMSM.

Åren 1991–1997 delades skolans traditioner med Arméns tekniska centrum. I samband med att Arméns tekniska skola avvecklades och upplöstes, instiftades 2005 Arméns tekniska skola minnesmedalj (ATSMSM).

## Förbandschefer
Följande personer har varit chefer för Arméns tekniska skola:
- 1977-07-01–1981-09-30: Överste Greger Lindberg
- 1981-10-01–1988-09-30: Överste Gunnar Barkerud
- 1988-10-01–1991-06-30: Överste Harry Johansson
- 1991-07-01–1994-03-31: Överste Ingemar Wahlberg
- 1994-04-01–1995-06-30: Överste Åke Jansson
- 1995-07-01–1998-03-31: Överstelöjtnant Jan-Erik Lövgren
- 1998-04-01–2001-09-30: Överste Jan Bergström
- 2001-10-01–2004-03-31: Överste Anders Edqvist
- 2004-04-01–2005-08-31: Överste Mats Klintäng
- 2005-09-01–2006-08-31: Överstelöjtnant Sven Mattsson

## Galleri

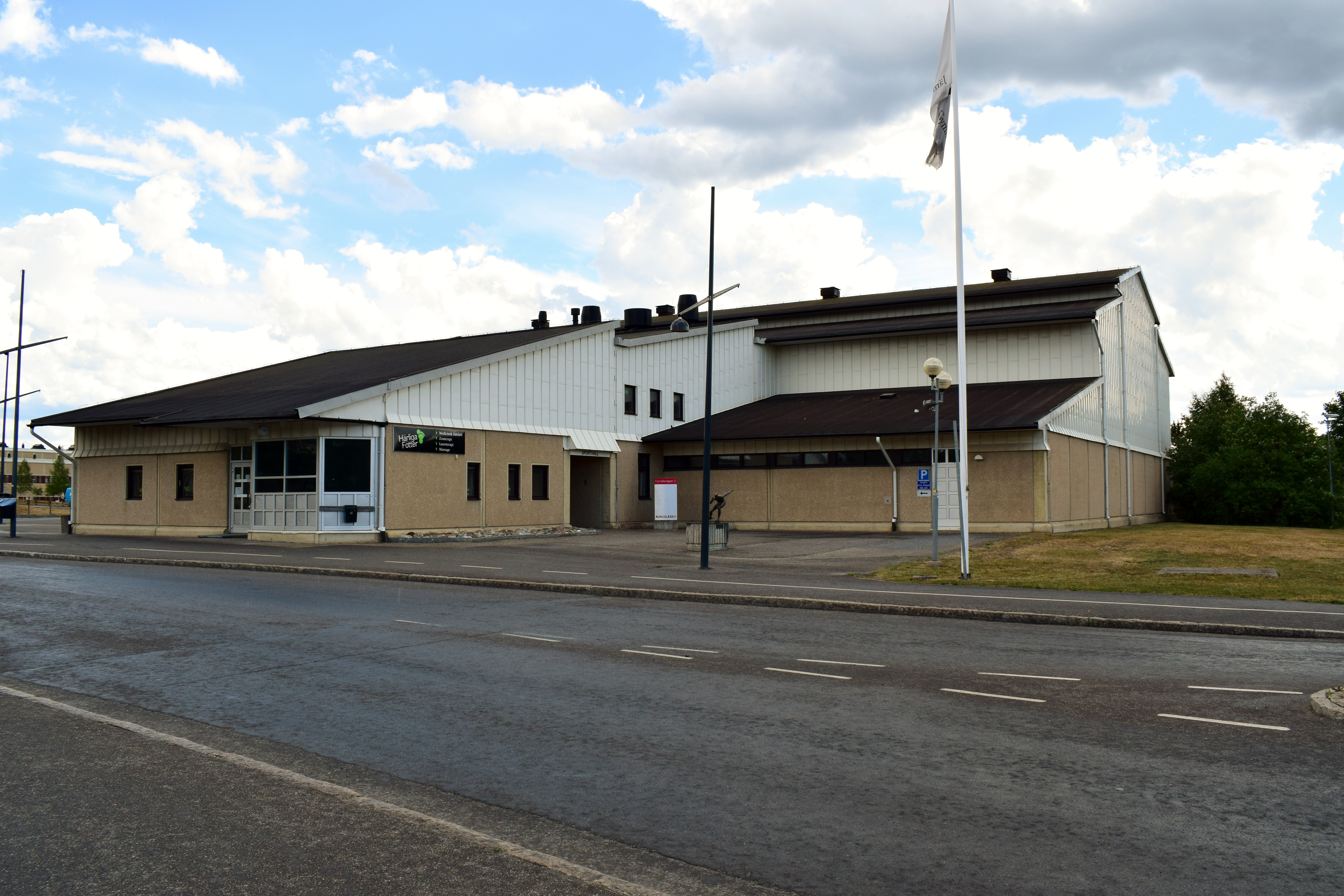
Vaktlokalen, idrottshus, motorutbildning.
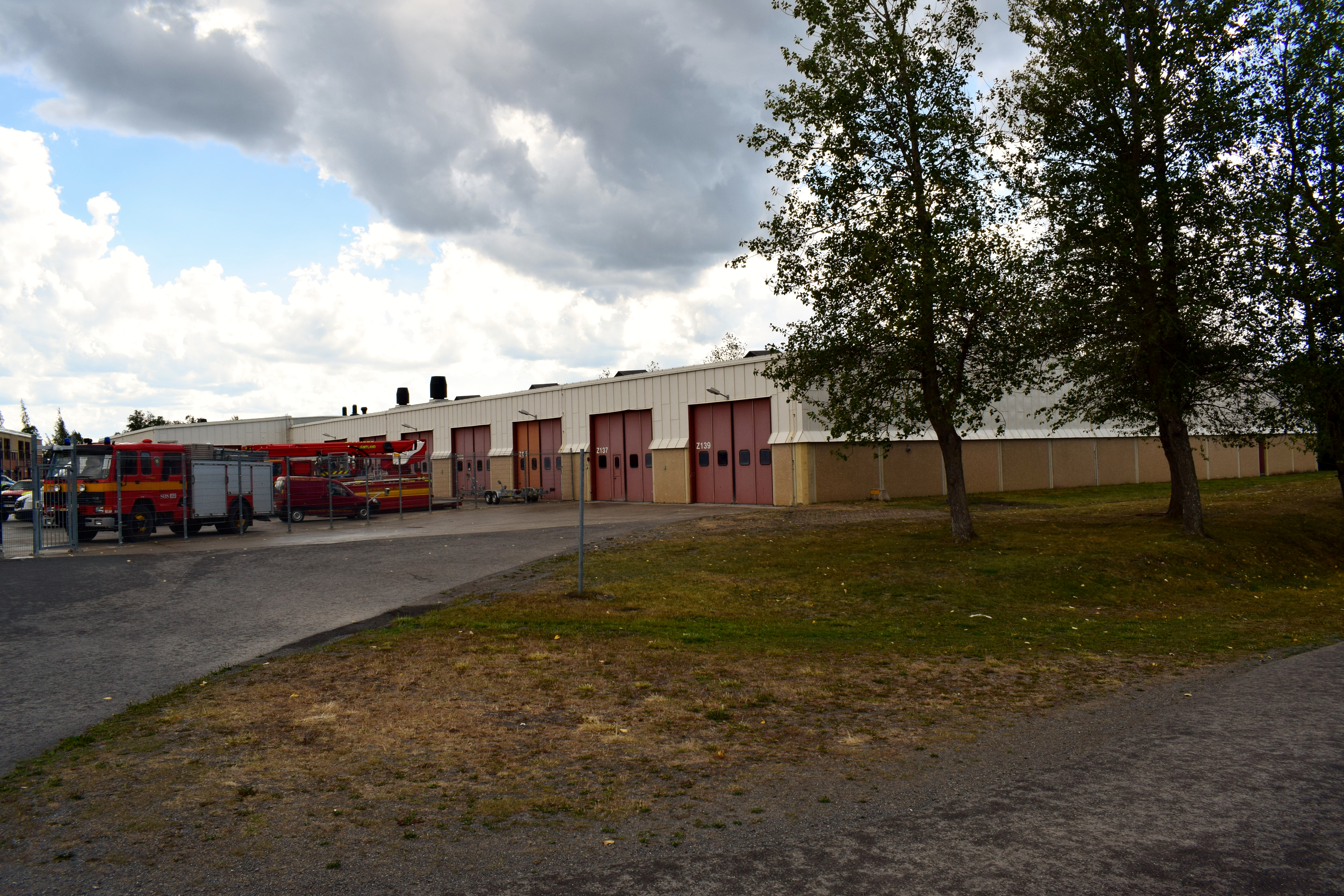
Verkstads- och utbildningslokaler
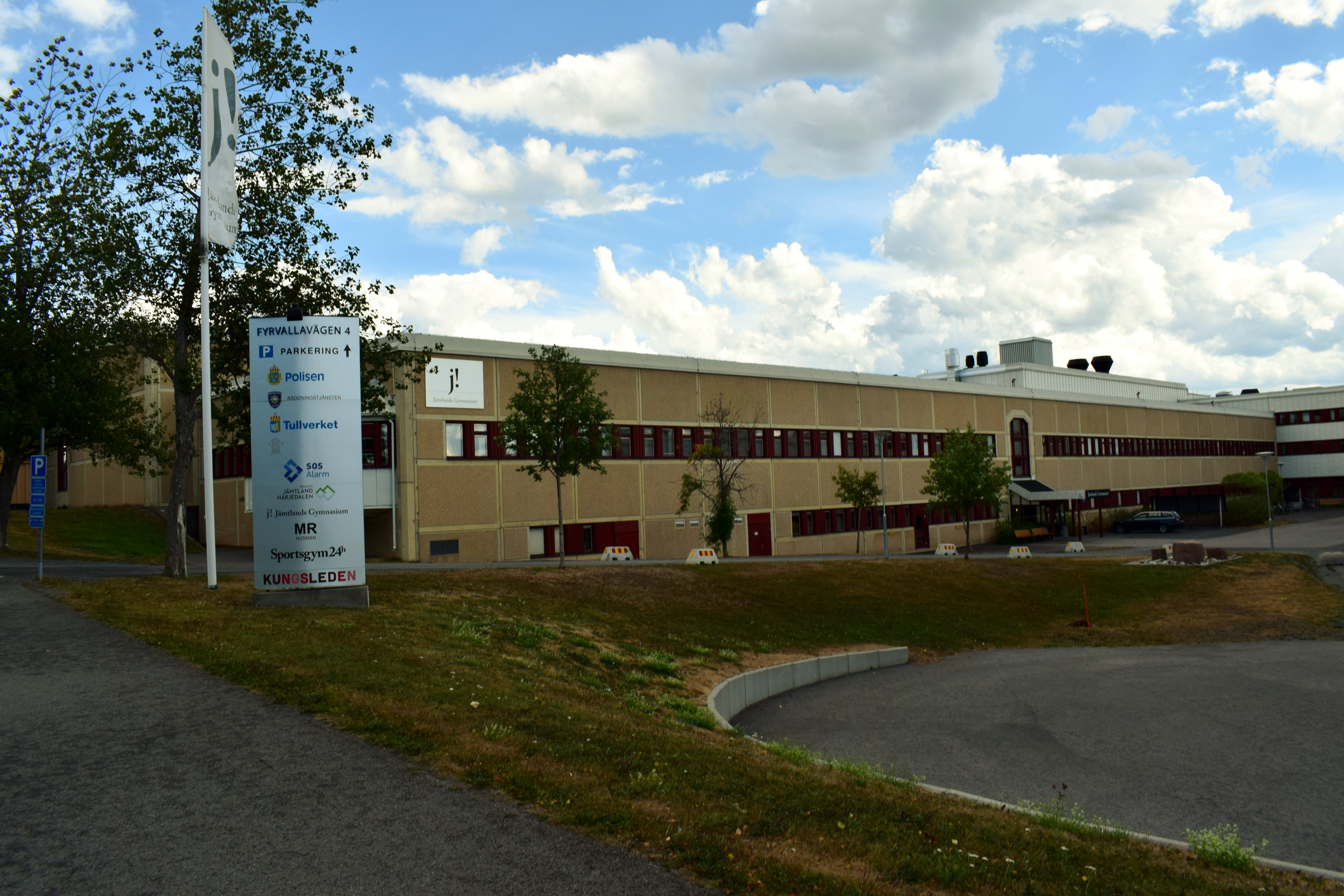
Verkstads- och utbildningslokaler
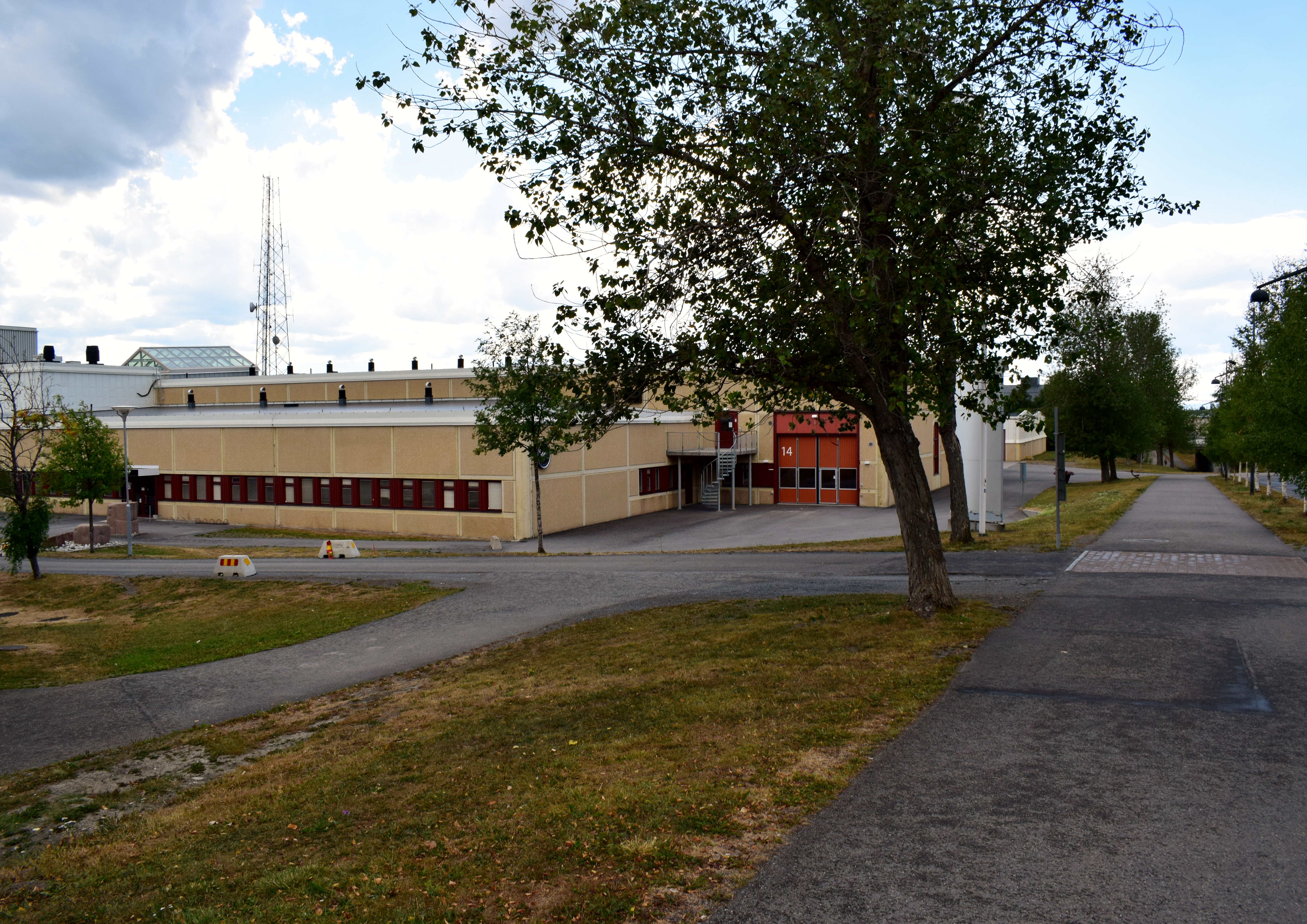
Verkstads- och utbildningslokaler
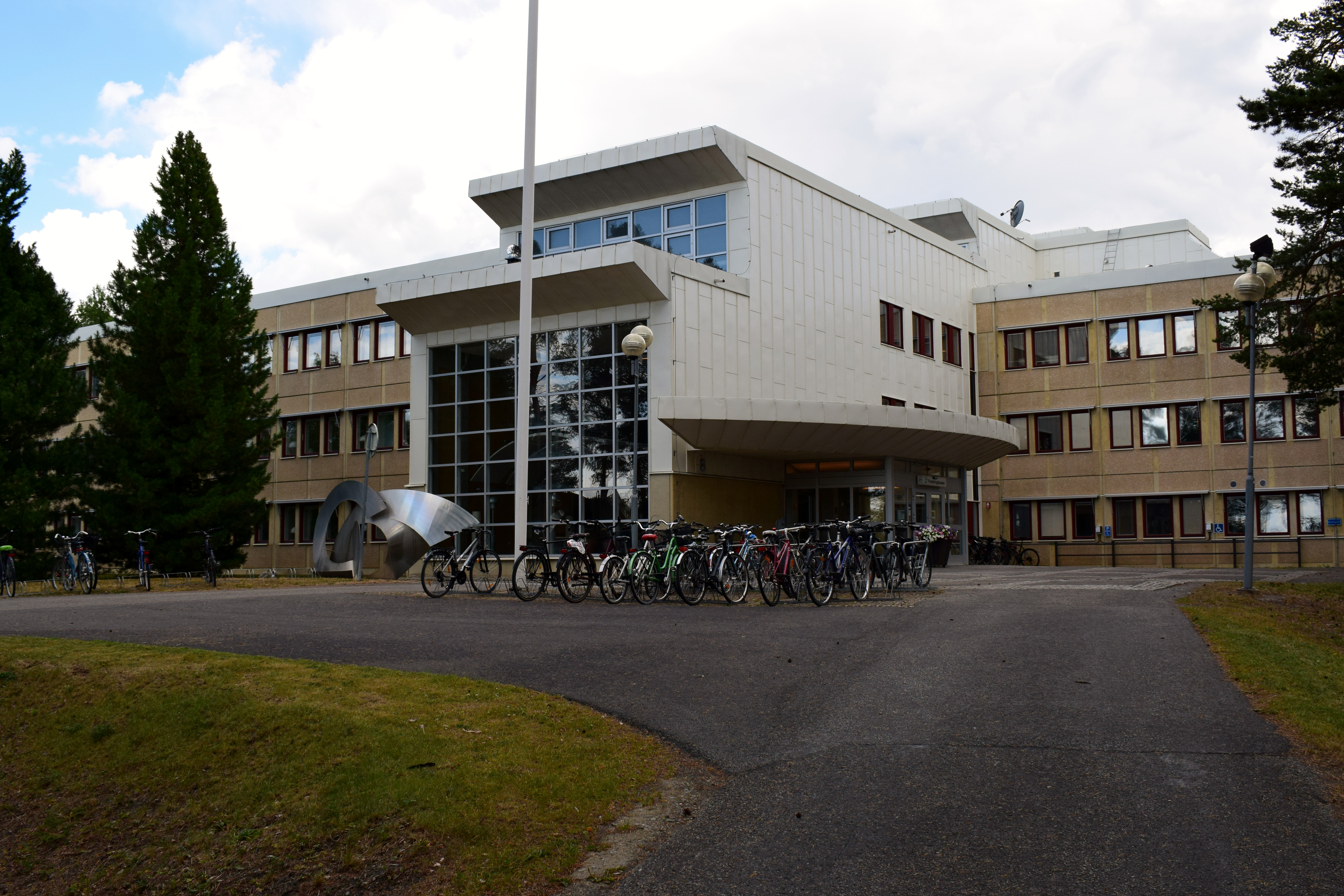
Skolhus
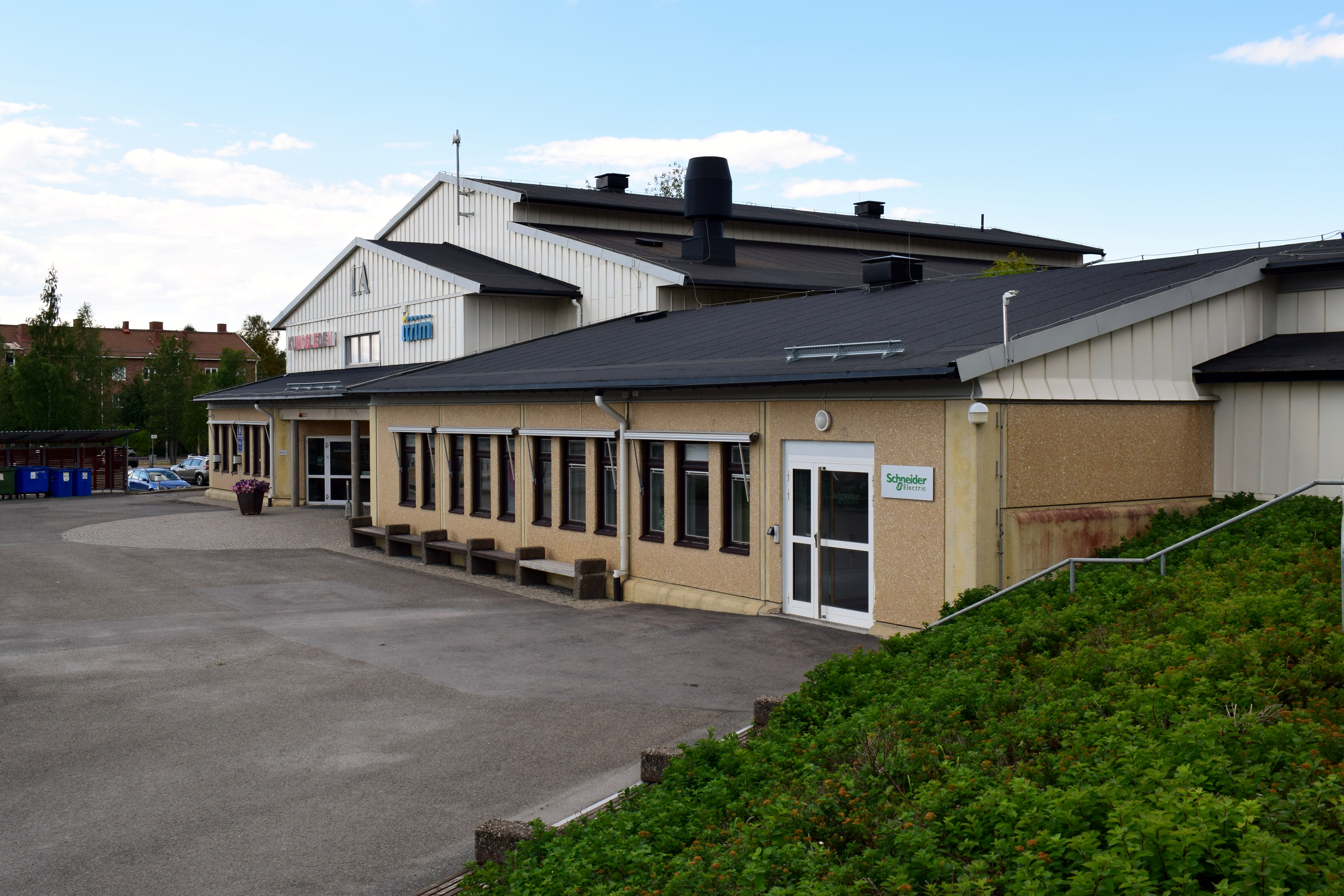
Kasern och elevhem.
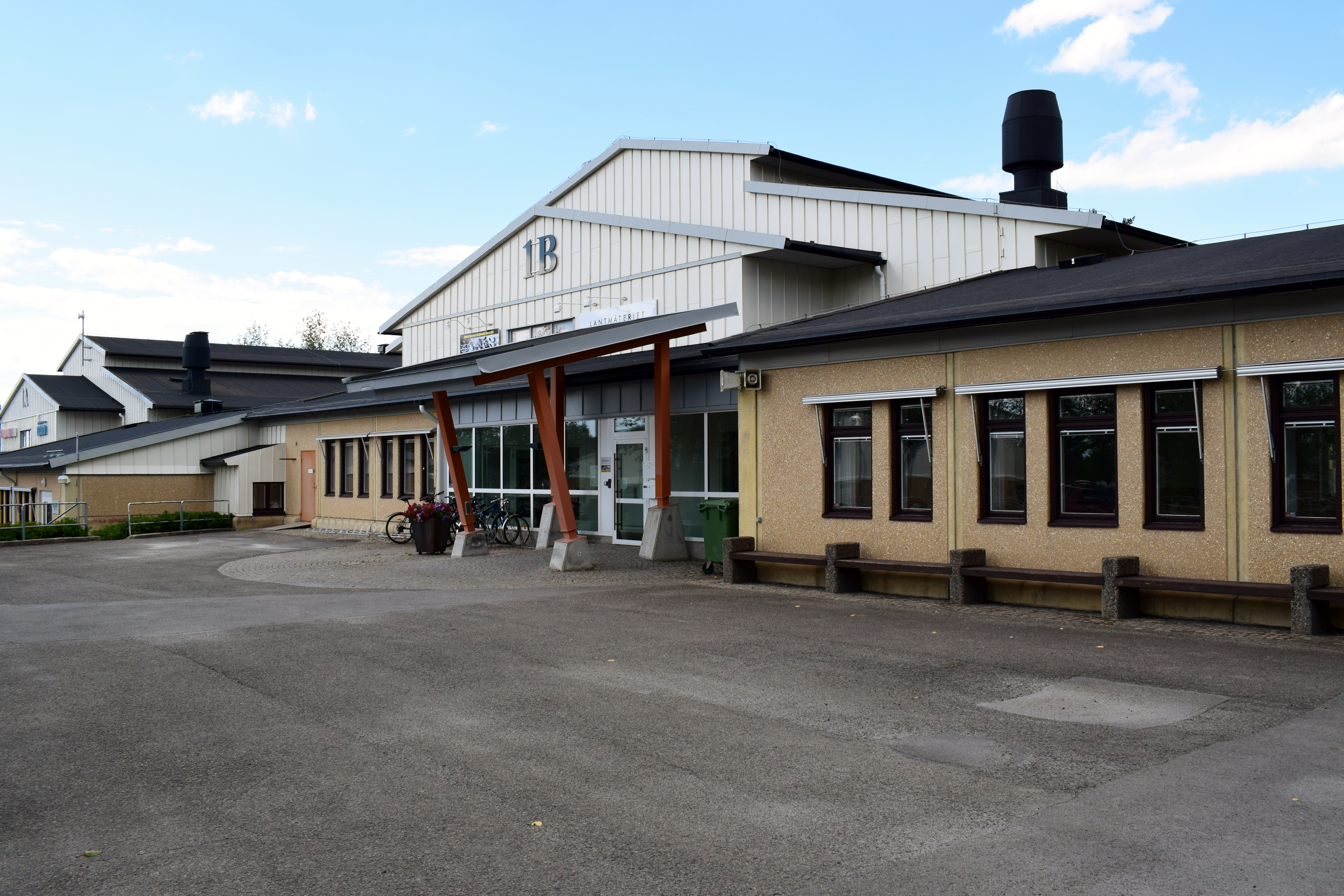
Kasern och elevhem.
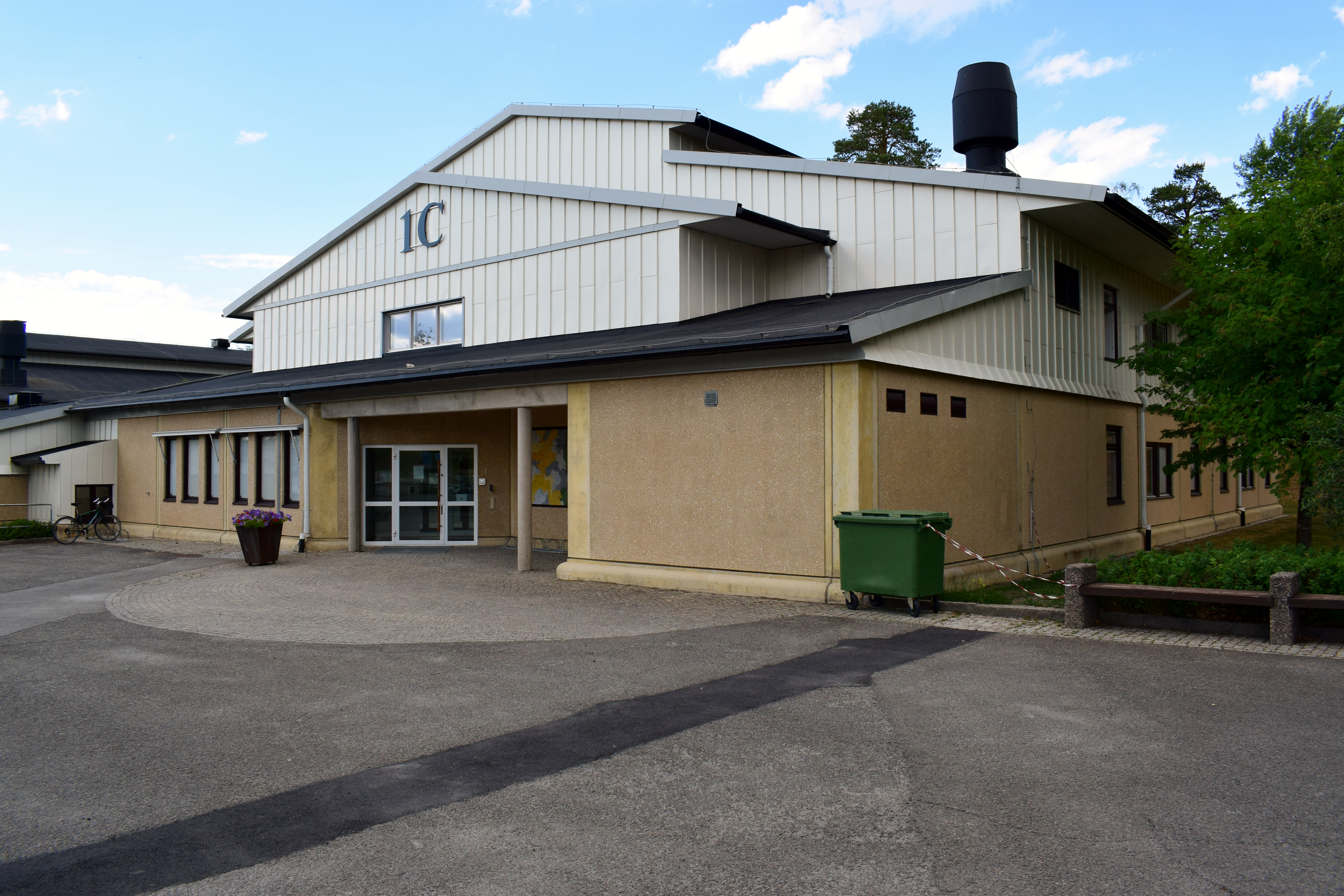
Kasern och elevhem.

## Namn, beteckning och förläggningsort
| Arméns tekniska skola   | 1977-07-01 | – | 2004-12-31 |
| Avvecklingsorganisation | 2005-01-01 | – | 2006-08-31 |

| ATS    | 1977-07-01 | – | 2004-12-31 |
| Ao ATS | 2005-01-01 | – | 2006-08-31 |

| Stockholms garnison (F) | 1977-07-01 | – | 1984-09-30 |
| Stockholms garnison (D) | 1984-10-01 | – | 1985-09-30 |
| Östersunds garnison (F) | 1984-10-01 | – | 2006-08-31 |